# Pompée
Pour les articles homonymes, voir Pompée (homonymie).
Pompée dit « le Grand » (latin : Cnaeus Pompeius Magnus), né le 29 septembre 106 av. J.-C. dans le Picénum et mort le 28 septembre 48 av. J.-C. à Péluse, en Égypte ptolémaïque, est un militaire et homme d'État romain. 
Il est élevé dans une famille de l'aristocratie, il commence sa carrière militaire sous les ordres de son père qui est lui aussi consul sous le nom de Strabo ; cependant le nom de sa mère n’est pas enregistré dans les sources historiques. En revanche on connaît les noms de ses femmes (Antista, Æmilia Scaura, Mucia Tertia, Julia, Cornelia Metella) et de ses enfants (Cnaeus Pompeius, Pompeia Magna, Sextus Pompeius).
Pompée mène une carrière militaire remarquable et remporte de nombreuses victoires militaires pour Rome. Pompée grandit dans une famille influente de la République romaine, avec un père qui est renommé et un ami proche de Sylla, un homme d'État romain influent. À l'âge de 17 ans, Pompée sert aux côtés de son père lors d'une campagne militaire en Afrique du Nord. Plus tard, il combat aux côtés de Sylla lors de la guerre civile qui a suivi la mort de Marius. Puis il se joint à Sylla dans la seconde guerre civile contre les populares, remportant de nombreux succès pour le compte du futur dictateur. Celui-ci lui accorde sa confiance et sa belle-fille, Æmilia Scaura, qui décède peu après. Pompée remporte de nouveaux succès militaires importants en Sicile et en Afrique en fin d'année 82, qui lui valent le triomphe l'année suivante à l'âge de vingt-cinq ans seulement. En 79, Sylla arrange son mariage avec Mucia Tertia, pour s'assurer de sa loyauté. Il acquiert rapidement une réputation de courage et de compétence sur le champ de bataille, et est élu consul en 70 av. J.-C., à l'âge de 36 ans. 
De 77 à 72, Pompée est chargé de mener en Hispanie une guerre difficile contre Sertorius, qui a constitué dans la péninsule Ibérique un État indépendant. S'étant couvert de gloire par sa victoire sur les pirates de Méditerranée en 67, puis par ses conquêtes en Orient les années suivantes, Pompée est envoyé en Asie en 66 av. J.-C. pour lutter contre le roi Mithridate VI du Pont, qui menaçait les intérêts romains dans la région. Pompée a remporté une série de victoires contre Mithridate, qui a finalement été contraint de se suicider en 63 av. J.-C. Après sa victoire contre Mithridate, Pompée mena une campagne en Arménie et en Judée pour pacifier la région. Il conclut avec César et Crassus le premier triumvirat, par lequel les trois se partagent le pouvoir à Rome en 60. Il divorce alors de Mucia, infidèle, pour épouser Julia César, la fille de son compère. Le décès de Julia et la mort au combat de Crassus mettent à mal le triumvirat. En 63 et 55 av. J.-C., il est responsable de l'annexion de la Syrie et de la conquête de l'Égypte.
En 55 av. J.-C. Pompée est désigné par le Sénat consul une seconde fois, et fait exceptionnel, sans collègue, pour rétablir l'ordre dans la cité, en proie à des affrontements après la mort de Publius Clodius Pulcher, qui soutenait politiquement César.
Lors de la mort de Crassus en 53 av. J.-C., Pompée et César entrent en conflit ce qui conduit à la guerre civile qui éclate en 49, et en dépit de l'opposition de Caton, inquiet de son influence grandissante dans les affaires de l'État, la majorité des sénateurs se range derrière lui et déclare César ennemi public. Après une campagne difficile en Grèce en 48 contre les forces de César, qui se termine par sa défaite lors de la bataille de Pharsale, Pompée se réfugie en Égypte, où il est assassiné sur l'ordre de Ptolémée XIII, sur la plage de Péluse le 28 septembre 48.
Brillant général, il a célébré trois triomphes au cours de sa vie. Il est surnommé par Sylla et par ses soldats « Pompée le Grand » en référence à Alexandre le Grand. En tant qu'administrateur, Pompée se veut un brillant bâtisseur. Il fonde Nicopolis, dans la province du Pont. Il revendique la création de bien d'autres cités en Orient, comme Pompéiopolis, en Cilicie, et également en Hispanie. À Rome, il fait construire un imposant complexe sur le Champ de Mars, notamment avec un immense théâtre ainsi que plusieurs temples et la Curie de Pompée, dans laquelle César sera assassiné. Il est également l'instigateur de la création des provinces romaines de Syrie et de Pont-Bythinie.

## Biographie

### Origines et ascendance
Pompée est le fils de Cnaeus Pompeius Strabo, petit-fils de Sextus, originaire du Picenum, une région située en Italie centrale. Strabo possède des domaines si vastes qu'il est en mesure de lever lui-même des troupes parmi ses tenanciers,,. La famille Pompeia appartient à l'aristocratie municipale du Picenum et est probablement la plus influente et la plus riche de la région.
Le père de Strabo devient le premier de sa branche de la gens Pompeia à obtenir le statut de sénateur à Rome, malgré les préjugés anti-ruraux du Sénat de la République romaine. Le consul de 141 et censeur en 131 av. J.-C. Quintus Pompeius, fils d'Aulus, est d'une autre branche de la gens, et Sextus Pompeius n'est pas son descendant. Celui-ci atteint la préture et devient gouverneur de Macédoine en 117, mais il meurt aux combats contre les Celtes des Balkans avant d'avoir pu prétendre au consulat.
Strabo épouse avant 106 une Lucilia, fille du sénateur Manius Lucilius et nièce du poète satirique Caius Lucilius, ce qui permet à Strabo d'intégrer l'aristocratie romaine. Comme cela se faisait à Rome, il se fait connaître en intentant des procès, notamment contre un magistrat dont il est le questeur en Sardaigne en l'an 104. Après avoir prouvé ses talents militaires, Strabo gravit les échelons du cursus honorum jusqu'à la préture probablement en 94[réf. nécessaire] (il n'est pas préteur selon d'autres, ce qui pose problème quand il devient consul) puis il est promagistrat en Sicile en l'an 93.
Au commencement de la terrible guerre sociale, Strabo est un des dix légats que les consuls romains s'adjoignent pour faire face à la menace, avec entre autres Caius Marius et Sylla. Il est chargé de pacifier sa région natale, le Picenum. Cependant, il se heurte à de grandes difficultés et les opérations traînent en longueur sur plusieurs mois. Il ne parvient pas à s'emparer d'Asculum par surprise, qu'il est contraint d'assiéger, et doit faire face à des insurgés particulièrement extrémistes. Il doit faire face à de nombreuses sorties, puis est contraint de se retirer, avant d'être à son tour assiégé dans une colonie jusqu'à l'hiver 90. Il se dégage avec l'aide de Publius Sulpicius Rufus, puis assiège à nouveau Asculum. Il est élu consul pour l'an 89 avec Lucius Porcius Cato. Ce dernier est chargé d'attaquer les Marses  par le sud tandis que Strabo doit les contourner par le nord. Il intercepte une importante armée italique en direction de l’Étrurie. Une entrevue a lieu entre les deux chefs, à laquelle assiste le jeune Cicéron, le frère de Strabo ainsi que probablement le jeune Pompée. Les Romains repoussent finalement les Marses, qui perdent beaucoup d'hommes dans leur retraite en pleine hiver de ce début d'année 89. Il remporte d'autres succès, s'empare de Corfinium et soumet les Marses. Asculum finit par tomber à son tour, ce qui offre à son père un butin extraordinaire lors du pillage de la ville par ses troupes. Butin qu'il ne reverse pas au trésor romain, ce qui confirme la mauvaise réputation qu'il a. Il célèbre un triomphe tout à la fin de l'année.
Les deux années suivantes, Strabo joue un rôle ambigu dans la première guerre civile entre Marius et Sylla. Il est à la tête d'une armée en tant que proconsul pour réduire les dernières poches de résistance. Sylla marche sur Rome contraignant Marius à l'exil. Quant à la fin de l'année 88 le consul Quintus Pompeius Rufus lui succède à la tête de son armée, celui-ci est tué par ses soldats sans que Strabo intervienne. Il ne punit d'ailleurs pas les assassins. Lorsqu'en 87, Cinna, consul dépouillé de son titre pour avoir voulu rappeler Marius, Strabo est appelé à défendre la ville, bien que le Sénat ne sache que penser de ses intentions. Strabo tente de négocier avec Marius et Cinna mais, traité avec mépris, il se joint au camp des optimates affaiblis. Des combats sanglants ont lieu, et Strabo cherche à se faire élire consul pour la deuxième fois pour prix de son ralliement. Une épidémie se propage dans les armées, Strabo tombe malade et meurt en cette année 87.
Plutarque commence ainsi la Vie de Pompée : « Jamais, en effet, les Romains ne font paraître pour aucun autre général une haine aussi forte et aussi violente que celle qu'ils ont pour Strabon, père de Pompée. Sa puissance dans les armes (car c'est un grand homme de guerre) le leur a rendu redoutable pendant sa vie ; mais quand il est mort d'un coup de foudre et qu'on porte son corps sur le bûcher, ils l'arrachent du lit funèbre et lui font mille outrages ». Strabo est unanimement haï à sa mort.
La fortune de Strabo était déjà considérable, celle de Pompée est une des plus importantes de son temps, estimée à au moins deux cents millions de sesterces.

#### Jeunesse et formation
Cnaeus Pompeius naît le 29 septembre 106 av. J.-C.. Dès son plus jeune âge, il est entraîné au maniement de l'épée et au lancer de javelot à cheval. Il reçoit des éléments d'éducation hellénique, destinée à lui enseigner l'éloquence, mais, amené très tôt à partager avec son père la vie rude des camps militaires, il n'a pas l'occasion de terminer cette éducation. Si Plutarque parle de « son éloquence persuasive ». Cicéron tempère ce jugement : « Pompée se serait fait un nom plus grand dans l'éloquence, si une autre ambition ne l'eût entraîné vers la gloire plus éclatante des guerriers ».

### Guerres civiles de Sylla à Sertorius (90-71)

#### Tribun militaire pendant la guerre sociale (90-89)
En 90 av. J.-C., la guerre sociale éclate en Italie. En effet, les alliés italiens se révoltent contre Rome après l'assassinat du tribun de la plèbe Livius Drusus, qui avait déposé une motion au Sénat dans le but de faire accéder ces peuples à la citoyenneté romaine. Pompée est aux côtés de son père lors de cette guerre en tant que tribun militaire. Il assiste et prend part au siège d'Asculum qui offre à son père un butin extraordinaire lors du pillage de la ville par ses troupes, lui valant le poste de consul pour l'année 89. C'est au cours de ce siège que Pompée rencontre le jeune Cicéron, qui a le même âge que lui.

#### Guerre civile entre Sylla et Marius (88-84)
Pompée est ensuite témoin des premières guerres civiles, qui opposent le parti populaire de Marius au conservateur Sylla. Le décès de son père coïncide avec le triomphe des « populares » de Cinna et Marius, qui font régner la terreur à Rome. Plus de 10 000 morts sont à déplorer sur le Forum. Pompée, comme « optimate », est contraint de ne pas se faire remarquer, et prend ses distances. Sa maison romaine est mise à sac par les gardes du corps de Cinna. Lorsqu'il retourne à Rome, il est poursuivi pour détournement du butin du pillage pendant le sac d'Asculum. Ses fiançailles avec la fille du juge, Antistia, lui assurent une rapide absolution.

#### Partisan de Sylla (83-82)
Sylla revient d'Orient en 83 av. J.-C. avec ses légions et débarque à Brindes pour marcher sur Rome. En effet, il a conclu la paix avec le roi Mithridate à Dardanos. Il peut maintenant retourner en Italie pour affronter les populares. Sylla dispose de plus de 40 000 hommes, ce qui reste inférieur aux forces de ses adversaires.
Pompée, quant à lui, se trouve dans son domaine du Picenum et se range dans le camp de Sylla. À 23 ans, pas même en âge d'être questeur, il lève une armée dans la région et parvient à réunir à ses frais trois légions, quelque 15 000 hommes. Avec cette armée, il disperse d'importantes forces adverses, faisant merveille, et chasse les partisans de Marius du Picenum, ralliant ainsi toute la région à Sylla. Le consul Papirus Carbo envoie ses légats Carrinas, Brutus et Celius pour mettre fin aux agissements de Pompée. Malgré des forces inférieures en nombre, ce dernier leur tend une embuscade et se distingue pendant le combat. Plutarque rapporte que Pompée, en abattant le premier ennemi, un chef gaulois faisant partie de la cavalerie marianiste, qui s'avançait, provoque la débandade de ses adversaires. Pompée fait sa jonction avec Sylla en 83. Ce dernier apprécie le ralliement de Pompée, dont les troupes constituent un appoint non négligeable. Parmi eux se trouve Crassus, qui devient très vite le rival de Pompée au cours de cette guerre. Sylla, quant à lui, et avec les renforts de Pompée, marche sur Rome, où le fils de Marius fait assassiner tous ceux qu'il soupçonne de sympathie pour Sylla. Parmi les victimes se trouve Antistius, le beau-père de Pompée. Le consul Carbo, lui, s'enfuit pour gagner l'Afrique.
Alors que Sylla entre dans Rome, la moitié de son armée, dont Pompée, affronte les troupes marianistes dans le centre de l'Italie. Pompée se distingue encore en écrasant une armée supérieure en nombre en Ombrie par une embuscade audacieuse. Pour s'attacher Pompée, Sylla lui offre sa belle-fille, Æmilia Scaura, comme épouse. Æmilia est déjà mariée et est enceinte mais divorce de son mari. Pompée fait de même avec sa femme Antistia. Bien qu'Æmilia meure en couches peu de temps après, le mariage confirme la fidélité de Pompée à Sylla, ce qui contribue fortement à l'avancement de sa carrière.

#### Combats en Sicile et en Afrique (82)
En 82 av. J.-C., Pompée est chargé par le Sénat, qui lui confie six légions et le pouvoir proprétorien, de chasser les troupes marianistes de Sicile. Il y bat aisément les partisans de Caius Marius puis reçoit la mission de les poursuivre en Afrique. Sa cruauté sur le champ de bataille sicilien, où il fait décapiter Carbo et massacrer tous ses partisans, lui valent le surnom de Adulescentulus Carnifex (« l'Adolescent boucher »). En Afrique, il affronte le marianiste Domitius. Dès qu'il débarque dans la région, plus de 7 000 soldats de Domitius se joignent à lui, ce qui lui fait une armée de plus de 40 000 hommes. Après avoir vaincu Domitius, Pompée pénètre en Numidie pour rétablir l'infuence romaine dans ce royaume car Domitius y avait placé un souverain favorable aux populares. Pompée sort victorieux de cette campagne en quarante jours.
Du fait de ses victoires successives et de ses prouesses personnelles sur le champ de bataille, il est acclamé imperator par ses troupes, alors qu'il n'est encore qu'un chevalier, ce qui est un fait exceptionnel pour l'époque. Il ne possède en effet aucune charge officielle, mais Pompée réclame malgré tout le triomphe, provoquant l'hostilité du Sénat.

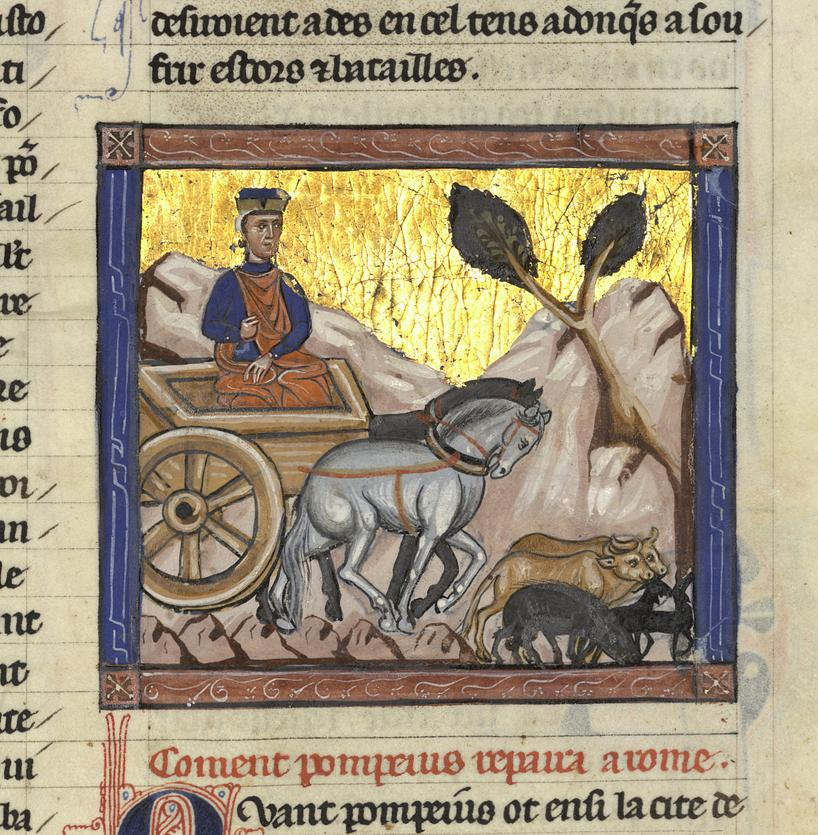
Miniature du retour triomphal de Pompée à Rome du manuscrit enluminé de lHistoire ancienne jusqu'à César de Saint-Jean-d’Acre (Ms 562), 1260-1270, conservé à la Bibliothèque municipale de Dijon

Revenu victorieux de ses campagnes contre les derniers partisans du parti de Marius, il reçoit de Sylla le surnom (cognomen) de « Magnus », ce qui signifie « le Grand » en référence à Alexandre le Grand. Ce surnom (sans doute sarcastique à cause de l'âge de Pompée) le flattait discrètement et il jugea bon de l'utiliser plus tard, lorsque sa gloire militaire atteindra son apogée. Sylla, alors dictateur de Rome, décide de lui accorder un triomphe. Ce jour-là, Pompée tente d'éclipser ses aînés avec un char de triomphe tiré par quatre éléphants, rappelant ses conquêtes africaines, mais les éléphants n'arrivent pas à franchir la porte de la ville, pour le plus grand embarras de Pompée et le divertissement du public. C'est au cours de cette période qu'il a une liaison avec une courtisane nommée Flora, qui ne dure cependant pas car Sylla lui offre une nouvelle épouse, Mucia Tercia, la femme de Marius le Jeune, le fils de Marius lui-même.

#### Fin de l'hégémonie de Sylla (80-78)
En 80 av. J.-C., Sylla en a terminé avec la politique et se retire dans sa villa de Campanie. Il meurt en 78. Pompée est exclu de son testament : malgré la désapprobation de Sylla, il avait fortement appuyé la candidature au consulat de Lépide. Selon Plutarque, Sylla lui avait alors prédit que Lépide serait un trouble-fête. Les événements lui donnent raison.

#### Lutte contre Lépide (78-77 av. J.-C.)
Après la mort de Sylla, le consul Lépide et ses partisans s'opposent à ce qu'on lui fasse les obsèques qui conviennent à un homme de son rang. Pompée, utilisant son prestige, veut se distinguer par lui-même, les oblige à renoncer à leur projet et fait rendre à Sylla tous les honneurs. Ces obsèques sont le premier exemple de funérailles nationales romaines.
Lépide, qui se trouve en Gaule cisalpine avec ses partisans, entre en conflit avec le Sénat. Les sénateurs confient à son collègue Catulus la tâche de réprimer la rébellion et lui adjoignent Pompée, sans que l'on sache exactement à quel titre, soit comme légat de Catulus via un imperium proprétorien que ce dernier lui avait conféré, soit indépendamment.
En 77 av. J.-C. Pompée réunit des légions dans le Picenum, où il a des clientèles nombreuses, marche contre Mutina et y assiège un des lieutenants de Lépide, Brutus (le père de Marcus Junius Brutus, l'assassin de Jules César) La victoire est aisément obtenue contre des forces peu motivées. Brutus est tué dans des circonstances obscures. L'épisode met en lumière un des aspects parfois sombres de Pompée : on lui reproche d'avoir fait exécuter Brutus, alors que celui-ci s'était rendu.
Pendant ce temps, Lépide décide de marcher sur Rome en évitant Pompée. Catulus, à la nouvelle de la victoire de Pompée, réunit une armée et affronte celle de Lépide aux portes de Rome. L'armée de Lépide, peu motivée, se débande et s'enfuit en Étrurie. Pompée, qui s'était mis en route avec son armée en direction de Rome, croise les fuyards et en massacre un grand nombre. Lépide, quant à lui, s'enfuit en Sardaigne où il meurt peu après.

#### Guerre sertorienne (77-72)
Pompée refuse alors de licencier ses légions, malgré l'ordre de Catulus, et cherche à se faire confier la guerre contre Sertorius en Espagne. Celui-ci, ancien partisan de Marius, était parti dans la péninsule en 82 av. J.-C., où il avait des alliés parmi les populations, étant auréolé d'une réputation de soldat et de bon administrateur. Il eut cependant des difficultés, passa en Afrique, et ne revient qu'en 80, année à partir de laquelle il réussit à faire subir de graves revers aux armées du Sénat.
En 77, principal représentant des optimates, Pompée est envoyé en Hispanie pour lutter contre les derniers partisans de Marius conduits par Sertorius et Marcus Perperna Veiento. « Lorsqu'enfin le Sénat débat de l'attitude à tenir, [le consulaire] Lucius Marcius Philippus prend la parole pour recommander que l'on envoie le jeune Pompée, seul capable, selon lui, de venir à bout du rebelle. Certains sénateurs se récrient qu'il serait scandaleux de revêtir d'un imperium de cette importance un jeune homme qui n'est même pas sénateur, un privatus, et de l'envoyer à la place d'un consul (c'est-à-dire pro consule) ; à quoi Philippus répond que sa proposition n'est pas de l'envoyer à la place d'un consul, mais à la place des deux consuls (pro consulibus) ! ». Pompée est donc nommée proconsul d'Hispanie citérieure. La mission n'est pas facile car Sertorius bénéficie du soutien des populations locales. Il dispose de 60 000 hommes, principalement recrutés parmi la population locale, ainsi que de 8 000 cavaliers. De son côté, Pompée traverse les Alpes par une route forte longue, à la tête de 30 000 fantassins et de 1 000 cavaliers.
Au printemps 76, après avoir défait des tribus gauloises et réorganisé la province de Gaule transalpine, il passe en Espagne et fait sa jonction avec Quintus Caecilius Metellus Pius, proconsul d'Hispanie ultérieure. Sertorius est un excellent commandant qui tient Pompée en piètre estime, qu'il appelle « l'écolier de Sylla ». La fortune des armes change plusieurs fois de camp : Pompée est plusieurs fois vaincu par Sertorius, comme à Lauro, sur les rives du Sucro (où Sertorius doit néanmoins sacrifier son aile gauche, mise en déroute, pour repousser son ennemi sur l'aile droite), où il est blessé lors des affrontements, ou encore près de Sagonte, où il est toutefois secouru par Metellus. Il remporte néanmoins plusieurs victoires contre ses lieutenants.
Après avoir adressé au Sénat une lettre menaçante évoquant sa possible défaite au cas où des renforts et du blé ne lui seraient pas envoyés, Pompée reçoit deux légions de plus en 74 À partir de ce moment, Pompée et Metellus commencent à prendre l'avantage sur leur adversaire en progressant, lentement mais sûrement, prenant les villes ennemies les unes après les autres, ce qui a pour effet d'entraîner des défections de plus en plus nombreuses dans le camp de Sertorius. En 73, Pompée poursuit seul une campagne victorieuse au centre de l'Espagne, sur laquelle nous n'avons que peu de détails, mais qui consiste essentiellement en une succession de sièges de villes et de forteresses, sans grande bataille. L'année suivante, après une nouvelle offensive de Pompée et de Metellus, les marianistes ne contrôlent guère plus que la Lusitanie. Selon Appien, Sertorius sombre alors dans l'alcoolisme et la débauche, perdant progressivement son autorité sur ses hommes.
Devant la possible défaite de Sertorius face aux troupes de Pompée et de Metellus, Perpenna, son principal lieutenant, l'assassine au cours d'un banquet en 72, ce qui précipite la chute des marianistes dans la région. La mort de Sertorius permet donc à Pompée de l'emporter et de terminer peu après la pacification de l'Hispanie. Après quoi il retourne en Italie par les Pyrénées. À la frontière entre la Gaule et l'Espagne, au col de Panissars, il fait construire un monument connu sous le nom de Trophée de Pompée (retrouvé en 1984), rappelant les cités et les peuples soumis lors de ces campagnes.

#### Fin de la troisième guerre servile (71)

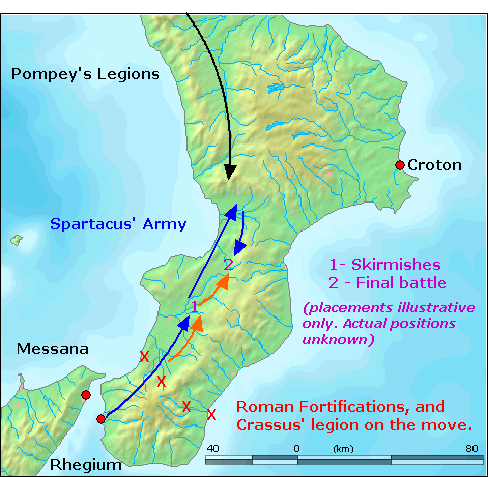
Les derniers événements de la guerre contre Spartacus en 71 av. J.-C. Le plan montre les combats qui opposent Crassus et le gladiateur. On peut remarquer les légions de Pompée qui rejoindront le nord pour capturer les survivants.

En 71 av. J.-C., il revient en Italie avec ses légions alors que la péninsule tremble face à la révolte servile dirigée par Spartacus. Ce dernier s'est enfui d'une école de gladiateurs de Capoue en 73 et a saccagé le Picenum, région natale de Pompée, avec 100 000 hommes en armes, puis inflige plusieurs défaites aux consuls.
Crassus, qui est chargé de le vaincre et espère en tirer quelque gloire pour contrebalancer la réputation de Pompée, connaît quelques déboires. Il commet alors une erreur, qu'il regrettera : demander au Sénat de donner l'ordre à Pompée de lui venir en aide. Au bout du compte, il anéantit le principal groupe de révoltés et Spartacus est tué. De son côté, gagnant par là à bon compte l'affection du peuple de Rome, Pompée disperse la dernière bande errante (quelque 5 000 hommes), qui tente de s'enfuir par le nord.

### Du consulat à l’imperiumexceptionnel (71-67)

#### Retour à Rome (71)
Crassus, qui venait de tailler en pièces la principale bande de révoltés sans susciter un tel enthousiasme, en conçoit une certaine amertume. Si cet épisode engendre des tensions entre les deux rivaux, leurs intérêts convergents les poussent néanmoins à s'allier contre le Sénat. Les deux généraux, contrairement à la tradition, plutôt que de licencier leurs soldats, les maintiennent campés en armes à proximité de Rome. Pompée assure qu'il licenciera ses légions après son triomphe. Crassus, quant à lui, affirme qu'il ne licenciera les siennes que si Pompée le fait d'abord. Alors que les deux armées campent près des murs, Pompée demande le triomphe et une dispense pour pouvoir se présenter au consulat.
« La demande est exorbitante : (…) on a du mal à admettre qu'un homme jeune (il a trente-six ans), qui n'a encore gravi aucun des échelons du cursus honorum (consulat à quarante-trois ans après d'autres magistratures) et qui, donc, n'a jamais siégé au Sénat, aspire à la plus haute magistrature, en un temps où la carrière politique est strictement réglementée, précisément pour éviter que des ambitieux, s'appuyant sur l'armée ou sur leur fortune, ne s'emparent des leviers de l'État ». L'extraordinaire popularité de Pompée, et la présence des légions non loin, contraignent le Sénat à lui accorder le droit de se présenter au consulat. Crassus, qui a été auparavant préteur, et qui s'assure du soutien du Pompée, se présente lui aussi.
Pompée célèbre alors son triomphe, tandis que Crassus doit se contenter d'une ovation, honneur moindre, mais il n'a pu se résoudre à réclamer plus. Les deux hommes se rendent finalement aux supplications du peuple et se réconcilient en public sur le Forum puis démobilisent leurs troupes, ce qui écarte le spectre d'une nouvelle guerre civile.

#### Consulat de Pompée et de Crassus (70)
Varron rédige en toute hâte un petit manuel sur la façon dont il faut se comporter au Sénat pour Pompée, puisque ce dernier n'a jamais assisté à une séance de l'assemblée.
Au cours de leur mandat consulaire, ils gagnent la faveur du peuple en rendant aux tribuns de la plèbe les pouvoirs qui leur avaient été retirés sous Sylla, c'est-à-dire l'initiative législative et le droit de veto sur les décisions d'autres magistrats ou du Sénat. Il restitue également aux chevaliers le droit de siéger dans les tribunaux,. Bien qu'aucun historien ne le mentionne, il y a tout lieu de supposer que les chevaliers ont dû lui témoigner financièrement leur reconnaissance. Ce faisant, Pompée, qui a contribué à la victoire des optimates sous Sylla, se repositionne sur l'échiquier politique. Il s'attire cependant la méfiance de beaucoup de sénateurs, hantés par la dictature.
En milieu d'année, Pompée donne des jeux magnifiques tandis que Crassus, sans doute l'homme le plus riche de son temps, offre des banquets et des provisions. À la fin de leur mandat, tant Pompée que Crassus renoncent au proconsulat qui leur revient. Le commandement d'une province est pour un ancien consul l'occasion soit de se couvrir de gloire par l'un ou l'autre exploit militaire, soit de s'enrichir aux dépens de ses administrés. Crassus est déjà immensément riche. Quant à Pompée, il a déjà fait ses preuves militairement. Il se contente de siéger au Sénat, dont il est un des plus jeunes membres, en attendant qu'on lui attribue un commandement militaire à sa mesure. Il devra patienter quelque peu.

#### Imperiumexceptionnel pour éliminer la piraterie (67)

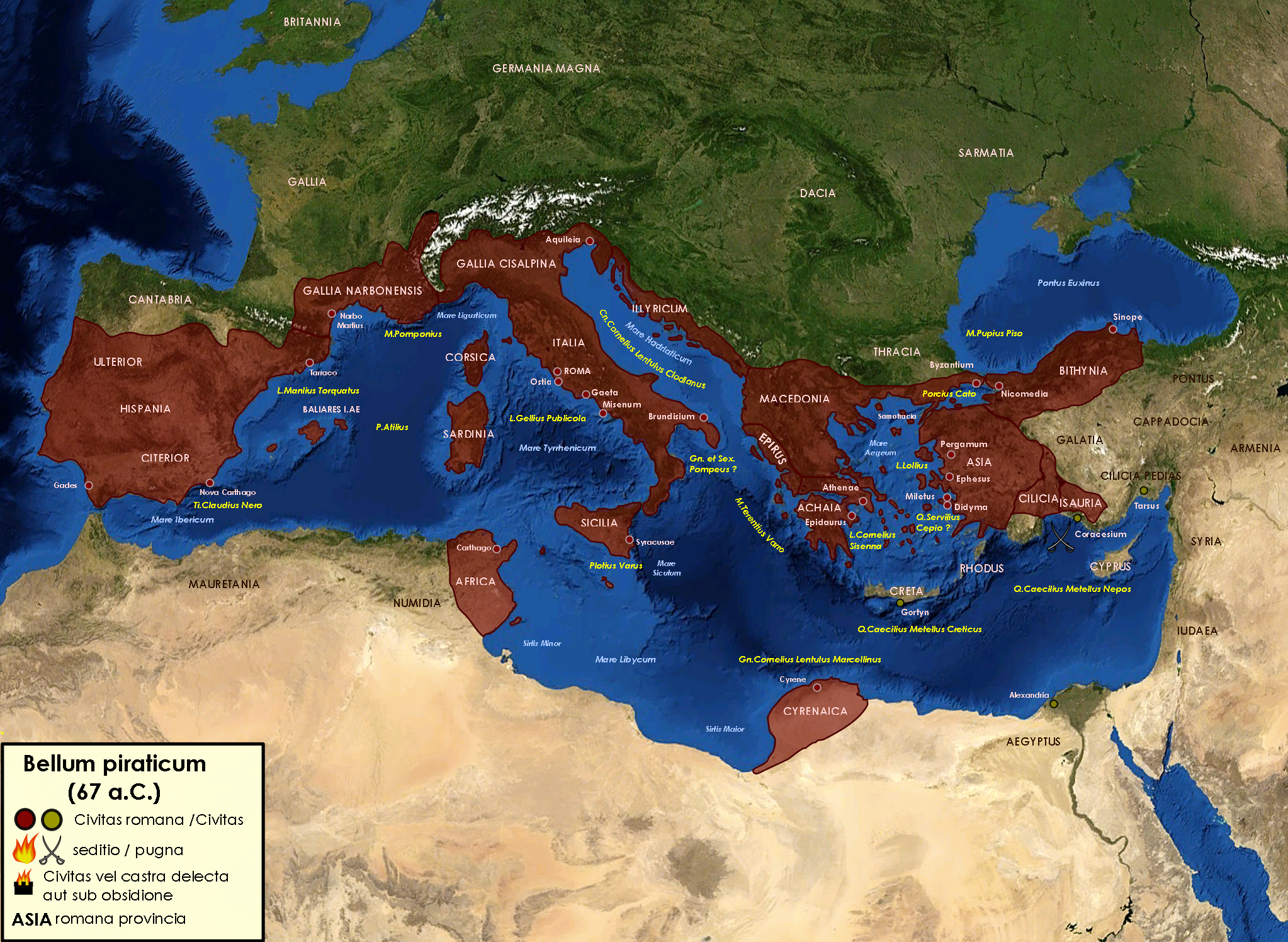
Carte de la Méditerranée avec les territoires romains et les noms et emplacement des 25 légats nommés par Pompée pour lutter contre les pirates.

Durant l'hiver 67 av. J.-C., Pompée reçoit, par la lex Gabinia, la motion portant le nom du tribun de la plèbe Gabinius, un imperium exceptionnel pour éliminer la piraterie de Méditerranée. En effet, par leurs raids incessants, les pirates qui perturbaient considérablement le transport de vivres vers Rome depuis la Sicile et l'Égypte, menacent d'affamer la péninsule italienne.
Les sénateurs, parmi lesquels Quintus Lutatius Catulus, l'un des deux consuls de l'année 78, qui craignent une nouvelle dictature, sont réticents à lui accorder de tels pouvoirs. La loi est pourtant adoptée sous la pression du peuple. Pompée s'acquitte de sa fonction méthodiquement. Il dispose de 500 navires de guerre et de 120 000 hommes, l'équivalent de vingt légions. La Méditerranée est divisée en treize zones, chacune confiée à un des 24 légats à la tête d'une flotte. La mer est rapidement nettoyée d'ouest en est et les pirates sont refoulés vers leurs repaires de Cilicie dans l'est du bassin méditerranéen.
C'est à ce moment que Pompée se rend pour la première fois à Athènes. Très populaire, il est acclamé par la foule athénienne, car il n'a pas dérobé les biens des temples de la ville. Pour vaincre les pirates définitivement, Pompée lui-même, à la tête de soixante navires, bientôt rejoints par de nombreux autres, leur porte alors le coup final en attaquant le port de Coracesium. Il obtient leur capitulation et sait se montrer magnanime envers ceux qui se rendent, en installant un grand nombre d'entre eux avec leurs familles dans la ville de Soli, qui est rebaptisée Pompéiopolis. En effet, cette ville, fondée par Mithridate, a été saccagée et détruite au cours de la dernière guerre contre le Pont. Pompée recolonise alors cette ville avec les pirates repentis. Il a accompli sa mission en trois mois et s'est prodigieusement enrichi en mettant la main sur le butin que les pirates avaient accumulé depuis des années.

### Campagnes en Orient (66-62)

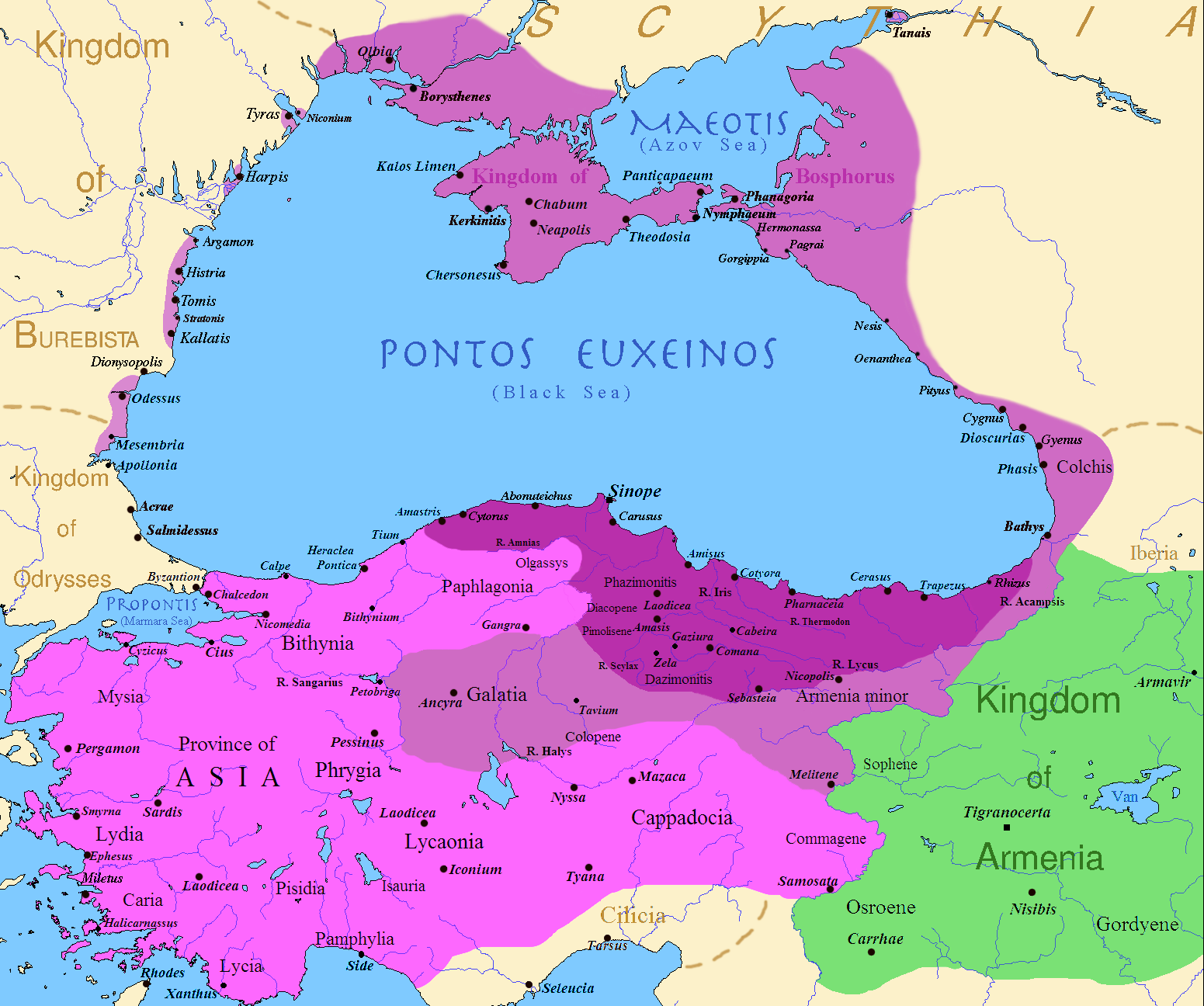
Le royaume du Pont à son apogée, le royaume d'Arménie est en vert.

#### Guerre contre Mithridate (66)
Alors qu'il séjourne en Grèce après sa victoire sur les pirates, Pompée se met à lorgner vers l'Orient, où Lucullus peine à vaincre le roi du Pont Mithridate VI Eupator. En 66 av. J.-C., la lex Manilia, initiée par le tribun de la plèbe Caius Manilius, appuyé notamment par Cicéron, accorde à nouveau à Pompée des pouvoirs d'imperium exceptionnels en Asie Mineure. De nombreux sénateurs, alarmés par la tendance à la croissance du pouvoir personnel des généraux, s'y opposent en vain.
Selon Dion Cassius, sa première action aurait été de proposer la paix à Mithridate. Il lui aurait envoyé un messager, sans obtenir de réponse. Pompée conclut alors une alliance avec le roi des Parthes Phraatès et lui offre les territoires de l'Arménie. Effrayé, Mithridate aurait alors demandé la paix. Face aux exigences exorbitantes de Pompée, ses soldats se révoltent et le roi ne peut les calmer qu'en prétendant que ses émissaires n'avaient pas été chargés de négocier, mais d'observer ce que faisaient les Romains. Pompée se rend en Galatie pour relever Lucullus de son commandement. L'entrevue est d'abord polie, mais le ton monte entre les deux hommes, et il s'en faut de peu qu'ils n'en viennent aux mains, retenus par leurs gardes du corps. Après cette rencontre, Lucullus doit rentrer à Rome et laisse le commandement des deux légions d'Asie mineure à Pompée. Ce dernier dispose ainsi de plus d'une dizaine de légions, sans compter les nombreux auxiliaires, pour venir à bout du roi du Pont.
Tout d'abord, Mithridate évite le combat et détruit les régions traversées par les troupes de l'imperator pour les affamer. Plutôt de que de poursuivre Mithridate, Pompée oblique vers l'Arménie Mineure, une province fertile du royaume du Pont. Mithridate décide d'attirer Pompée en Arménie pour provoquer l'hostilité du roi Tigrane II envers les Romains. Pompée rattrape le roi du Pont et livre une bataille de nuit contre ses forces. Les armées de Pompée font plus de 10 000 morts. Mithridate est vaincu et s'enfuit dans le royaume du Bosphore, sur les bords de la Mer d'Azov, avant d'avoir ordonné à toutes les places fortes pontiques de résister aux Romains. En quelques mois, Pompée est venu à bout du vieux roi.

#### Campagnes dans le Caucase (65)

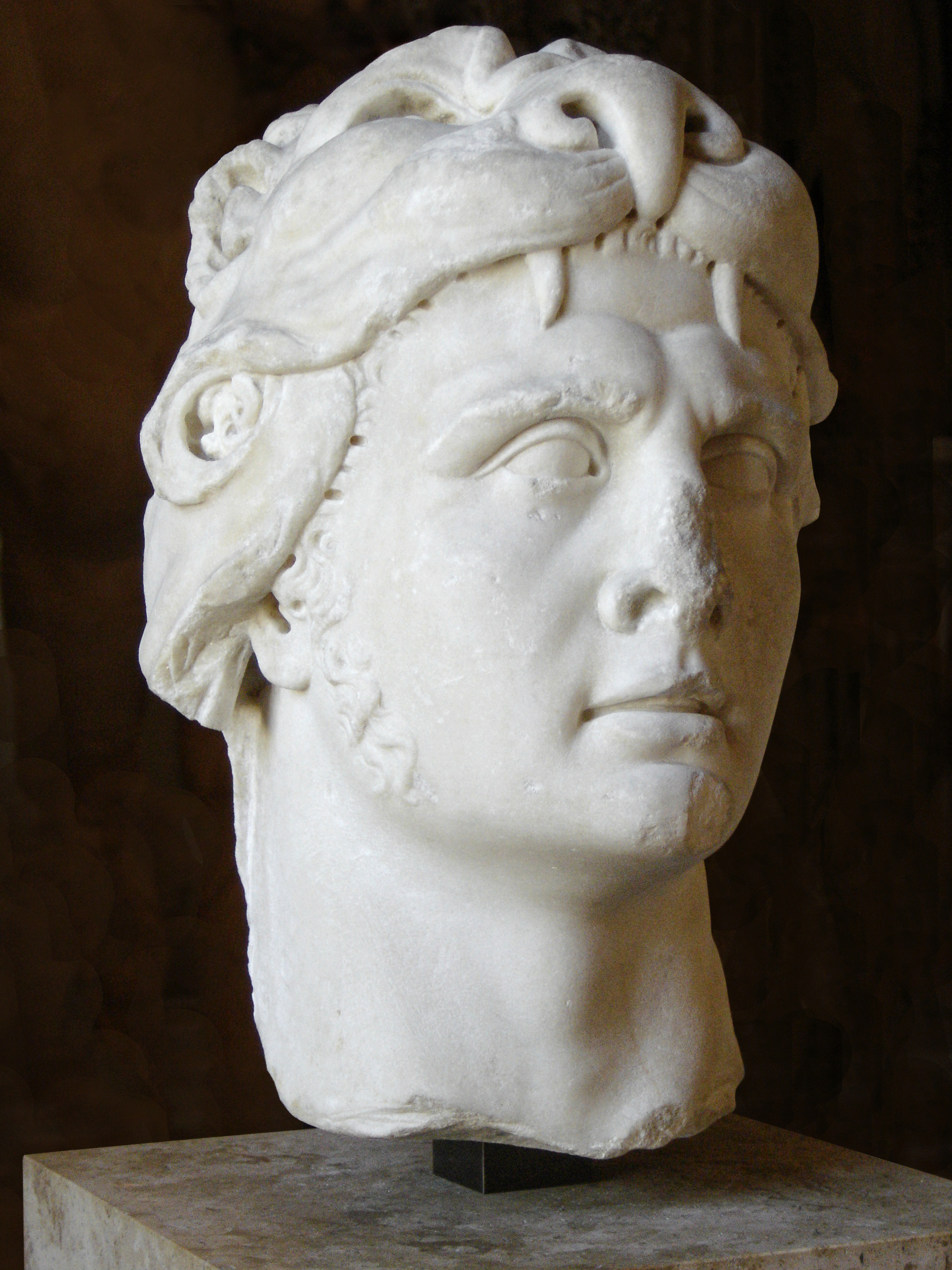
Buste de Mithridate VI.

Pompée se trouve aux confins du royaume d'Arménie et décide d'en faire un État client de Rome. Conscient de l'inutilité de toute résistance, Tigrane II, un monarque vieillissant, cède à Rome une partie de ses possessions (la Syrie et la Phénicie, une partie de la Cappadoce et de la Cilicie ainsi que la Sophène) et consent à Pompée une importante contribution financière après une rencontre avec ce dernier. Par la seule voie diplomatique, Pompée a soumis entièrement l'Arménie et a annexé bon nombre de territoires. Il peut donc se lancer à la poursuite de Mithridate, en passant par le Caucase.
Descendant l'Araxe et en remontant le cours du Cyrus, Pompée pénètre dans le royaume des Albains et vainc le roi Orosès. En 65 av. J.-C., après avoir hiverné chez les Albains et les avoir vaincus, il soumet le royaume voisin des Ibères sous le règne d'Artokès en remportant une victoire décisive sur le Cyrus. Peu après, Orosès, le roi des Albains, se révolte et reprend les hostilités. Il lève une armée de 60 000 hommes et 12 000 cavaliers. Cependant, cette armée n'est composée que de bergers et de paysans sans formation militaire que Pompée écrase à nouveau sur l'Abas. Jamais une armée romaine ne s'est alors aventurée aussi loin de la Méditerranée. Ces victoires éclatantes permettent à Rome de s'étendre vers la Bithynie, le Pont et la Syrie, posant ainsi les bases de la future domination de l'Empire romain en Orient.
La campagne est terminée. Bien que Mithridate soit toujours en fuite, Pompée a soumis les Arméniens, les Albains et les Ibères du Caucase. Il peut procéder au rétablissement de la paix dans cette région morcelée par les guerres.

#### Fondation de la province de Syrie (63)
Tout d'abord, Pompée met fin à la guerre entre l'Empire parthe et le royaume d'Arménie par la voie diplomatique. Il rejoint ensuite avec toutes ses légions son légat Afranius en Syrie. En cours de route, il se rend à Zéla, où une armée romaine a été défaite par Mithridate VI. Il tient à faire enterrer les restes des soldats romains qui jonchent encore le champ de bataille. Une fois sur place, il fonde la province de Syrie, nouveau territoire de la République. Il y promulgue des lois et fait venir de nombreux magistrats romains pour administrer cette nouvelle province.

#### Intervention en Judée (63-62)
En 63 av. J.-C., Pompée est à Damas pour régler le problème de la Judée, plongée dans la guerre fratricide qui oppose Aristobule II à son frère Hyrcan II. Chacun des deux frères demande l'aide de Pompée pour vaincre l'autre. Comme Aristobule a eu beaucoup de complaisance pour Mithridate et pour les pirates alors que Hyrcan était plutôt favorable à Rome, Pompée prend fait et cause pour ce dernier. Il se met en marche contre Aristobule qui s'est retranché dans la forteresse d'Alexandreion. Au terme d'un nouvel arbitrage, Pompée ordonne à son ennemi de rendre toutes les places qu'il occupe. Après une nouvelle volte-face d'Aristobule, il s'apprête à prendre Jérusalem. En cours de route, les légions de Pompée font une halte à Jéricho et leur imperator étudie les plans de la forteresse de Jérusalem.
C'est à ce moment qu'un messager lui apprend la mort de Mithridate, réfugié dans le Bosphore. La guerre contre le Pont est enfin terminée et l'objectif de Pompée en Orient est atteint. Il veut cependant en finir avec Aristobule. Une fois entré à Jérusalem, dont la population est divisée, il assiège les partisans d'Aristobule retranchés sur le Mont du Temple. Celui-ci est emporté d'assaut et, de cet épisode, l'histoire retiendra que Pompée pénétra dans le Saint des Saints du temple de Jérusalem, ce qui constituait un sacrilège pour les Juifs, mais ne toucha à rien. L'assaut du Temple fait plus de 12 000 morts, mais très peu du côté de Pompée. La Judée est tout de suite soumise. Pompée ne restaure cependant pas la royauté : il se borne à réintégrer Hyrcan dans ses fonctions de grand prêtre du temple de Jérusalem.
Pompée, qui est sans doute à l'apogée de sa gloire en Orient, envisage plusieurs projets pour asseoir sa puissance, comme marcher vers la mer Rouge, ou bien entreprendre une expédition en Égypte. Le pharaon Ptolémée XII lui demande de mater une révolte dans son pays. Cependant Pompée renonce à tous ces desseins pour repartir vers la Syrie.

#### Réorganisation de l'Orient (62)
Après sa campagne éclair en Judée, Pompée transforme les régions qu'il a conquises au profit de Rome. Il obtient la capitulation des dernières places-fortes du Pont et peut ainsi procéder à la réorganisation politique de l'Orient. Il laisse deux légions en Judée sous le commandement de Scaurus. Installé à Sinope, lui-même crée les provinces de Syrie et de Pont-Bithynie (constituée de la Bithynie et de la moitié occidentale du royaume du Pont). L'organisation de cette province restera un de ses legs les plus durables : Pline le Jeune en fait encore mention au Ier siècle. Il agrandit également la Cilicie. À Amisos, il reçoit douze princes et rois des régions conquises. À ceux qui étaient favorables à Rome, Pompée conserve leur titre de souverain en faisant de leur territoire un État tampon, client de Rome. Ils devront lui verser de fortes sommes d'argent et lui fournir des soldats. C'est ainsi que les royaumes du Bosphore, de Cappadoce, d'Arménie, les principautés de Galatie et de Colchide deviennent des États vassaux de la République romaine.

La République romaine au temps de César, en beige, les conquêtes de Pompée

Pompée souhaite imiter Alexandre le Grand en fondant de nouvelles villes. Il revendique notamment la création de huit villes en Cappadoce, et plus de vingt en Cilicie. Il y a là une large part d'exagération : dans la plupart des cas, il s'agit de localités existantes rebaptisées et agrandies, comme Magnopolis, dont la construction avait été commencée par Mithridate. Nicopolis, fondée à l'endroit où Pompée avait vaincu Mithridate, constitue sans doute l'exception. Il procède en outre à la reconstruction de plusieurs cités détruites par la guerre en Cilicie, en Cappadoce et en Cœlé-Syrie. De plus, il promulgue des lois, accorde la citoyenneté romaine à des notables locaux et ordonne la destruction de toutes les forteresses de la région pour empêcher la création de foyers de résistance. Toutes ces mesures le rendent populaire en Orient et obtiennent l'adhésion des chevaliers romains établis dans la région. Sa mission en Orient étant terminée, il est temps pour lui de retourner à Rome.

### Du retour à Rome au triumvirat (62-53)

#### Retour à Rome
Pompée rentre en Italie en décembre 62 av. J.-C. Il débarque à Brindes avec ses légions et, avant même de recevoir l'ordre du Sénat, licencie ses troupes, à l'étonnement et au soulagement général. L'historien Velleius Paterculus traduit ce sentiment : « Bien des gens, en effet, avaient affirmé qu'il ne rentrerait pas à Rome sans être accompagné de son armée, et qu'il limiterait à sa guise la liberté des citoyens ». Le soulagement est tel qu'on vient l'acclamer de toutes parts. Sa popularité est alors à son zénith. Le Sénat était effrayé à l'idée que Pompée puisse prendre le pouvoir avec ses légions et instaurer une nouvelle dictature. En outre, Pompée est maintenant très riche grâce aux trésors accumulés en Orient.
Dès son retour à Rome, il divorce de son épouse Mucia Tertia, dont l'inconduite est notoire. Il cherche ensuite à contracter une nouvelle union et sollicite la main d'une nièce de Caton pour s'attirer à nouveau les faveurs des optimates. À Rome les mariages font l'objet de savantes manœuvres politiques. Par cette union, Pompée cherche donc à se concilier des sénateurs les plus conservateurs. C'est un échec, il se heurte à un refus cinglant de Caton, qui ne veut pas voir sa liberté politique aliénée de cette façon et lui fait dire que « …ce n'est point par les femmes qu'on peut prendre Caton… ». Plutarque reproche à Caton son manque de sens politique en cette occasion, puisque, par son refus, il finira par jeter Pompée dans les bras de César, qui lui offrira sa fille en mariage, avec des conséquences désastreuses pour l'État : « (…) c'était obliger Pompée de se tourner du côté de César, et de contracter un mariage qui, en réunissant la puissance de Pompée à celle de César, manqua de renverser l'empire de Rome, et perdit au moins la république ».
Le jour de son quarante-cinquième anniversaire, il célèbre son triomphe de orbi universo (« sur le monde entier »), qui a été retardé de six mois par le Sénat, qui regarde toujours avec méfiance ce général victorieux couvert de gloire et de succès.
Pompée souhaite faire attribuer des terres à ses vétérans et ratifier les actes qu'il a posés en Orient. Confiant dans sa popularité, il croit y arriver facilement. Il se heurte à l'opposition de nombreux sénateurs, notamment celle de Caton, dont l'opinion est faite, mais aussi celle de Lucullus, qui n'a pas oublié l'humiliation que Pompée lui a infligée en Orient. Cette alliance de la vertu et de la rancœur irrite Pompée. Maintenant très riche, il croit pouvoir arriver à ses fins en pesant sur l'élection des consuls de l'année 60. Il finance l'élection de son ancien légat Afranius. Ce dernier est effectivement élu consul en 60 mais il a pour collègue Metellus Celer, du clan des Metelli, que Pompée a heurtés en divorçant de leur demi-sœur Mucia. Une fois élu, Afrianus ne se révèle pas un appui très efficace, constamment contré par Metellus Celer. Pompée demande alors au tribun de la plèbe Flavius de déposer une motion en vue d'acheter des terres en Italie pour les distribuer à ses légionnaires. Metellus Celer s'y opposant obstinément, commence alors une affaire des plus saugrenues. Le tribun Flavius ajoute à sa motion une loi agraire qui permet l'attribution de terres à de simples citoyens, ce qui provoque la colère des optimates. Devant l'opposition de Metellus Celer et en toute légalité, Flavius le fait mettre en prison. Celer réunit le Sénat dans la prison, mais Flavius s'assoit devant l'entrée pour empêcher les sénateurs de passer. Comme Flavius, en tant que tribun de la plèbe, est intouchable, Metellus riposte en perçant un trou dans le mur pour écouter les sénateurs devant les menaces de Flavius. S'il faut en croire Dion Cassius, « Pompée rougit en apprenant cet événement ». Lorsque Flavius menace Celer de le priver de proconsulat après son mandat s'il ne cède pas, ce dernier s'obstine. Pompée, impuissant, doit provisoirement renoncer.

#### Premier triumvirat

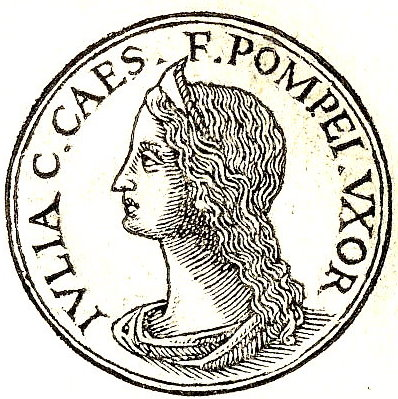
Julia, fille de Jules César, femme de Pompée

Peu après, Jules César revient en Italie à la fin de son mandat de propréteur d'Hispanie. Il revient certes endetté, mais devient très populaire à Rome. Il aspire à être consul de l'année 59. Pour asseoir son projet, il a besoin de soutiens. C'est vers Crassus et Pompée qu'il se tourne. À défaut de pouvoir être le premier dans Rome, Pompée voit cette alliance d'un œil favorable, car il souhaite toujours obtenir des terres pour ses vétérans et voir ses actes en Orient ratifiés.
En 60 av. J.-C., Pompée conclut donc le premier triumvirat avec Jules César et Crassus, un pacte que l'écrivain Varron appelle « le monstre à trois têtes ». Grâce à cette alliance contre l'oligarchie sénatoriale dirigée par Caton, Crassus et Pompée arrivent à faire élire César consul en 59 av. J.-C. La violence devient omniprésente à Rome, où l'on assiste à de véritables batailles rangées. Pompée a rameuté ses vétérans, qui terrorisent les partisans des optimates. Pour obliger son nouvel ami Pompée, César fait alors passer une loi agraire et ratifier ses actes en Orient, en dépit de l'opposition de son collègue conservateur Bibulus, moins habile que ne l'avait été Metellus Celer. Face aux violences quotidiennes, Bibulus s'enferme chez lui jusqu'à la fin du consulat. Pour renforcer l'alliance, en mai 59, Pompée épouse Julia, la fille de Jules César.
Bien qu'en apparence il ait atteint ses objectifs, Pompée ne sort pas véritablement gagnant des événements. Il semblerait qu'il éprouve de réels sentiments pour sa nouvelle épouse Julia : comme elle est enceinte, il se retire avec elle dans sa villa d'Albe. D'après Plutarque, Pompée délaisse la politique au profit de Julia et se laisse emporter par « l'amour que lui inspire sa jeune épouse » — tandis que César, très actif, tire les marrons du feu. Sa popularité est au plus bas — le temps où on l'appelait « Magnus » est loin.
À la fin de l'année 59, le climat politique est lourd : un certain Lucius Vettius prétend qu'on l'a chargé, avec l'aide de quelques gladiateurs, d'assassiner Pompée. Il dit avoir renoncé à cet acte et dénonce tour à tour des instigateurs différents. Il aurait peut-être été manipulé par César. En 58, César part de Rome à l'issue de son consulat en tant que proconsul de Gaule Cisalpine et d'Illyrie. Crassus, s'occupant de ses affaires, est en dehors de Rome. Pompée est le seul triumvir présent dans la cité. Il est immédiatement pris dans une tempête politique.
Le nouveau tribun de la plèbe, Clodius Pulcher, attaque les sénateurs optimates, notamment Caton et Cicéron. Il veut surtout se venger de Cicéron, qui avait témoigné contre lui dans une affaire de sacrilège en -62. Pompée, fort isolé, s'allie imprudemment avec ce dangereux personnage, qui fait régner la terreur en recourant aux services de bandes armées. Clodius parvient à faire exiler Cicéron pour procédés illégaux contre les partisans de Catilina, exécutés sans procès régulier. Cicéron est sacrifié par Pompée, qui est pourtant censé être son allié. S'il faut en croire Plutarque, lorsque Cicéron se rend chez Pompée pour implorer son aide, ce dernier, honteux, s'échappe par une porte de derrière. Le 11 mars 58, Cicéron quitte Rome pour échapper à une condamnation.
Pompée a tout lieu de se repentir de la lâcheté dont il a fait preuve dans cette affaire, car Clodius se retourne contre lui. Il attaque Pompée et le consul en poste Gabinius, un ancien légat de Pompée, et fait poursuivre en justice certains clients de ce dernier. Pompée est vivement insulté par Clodius et ses partisans sur le Forum lorsqu'il vient soutenir ses clients. Les hommes de Pompée et ceux de Clodius en viennent rapidement aux mains en plein milieu du Forum. Furieux et humilié, Pompée est maintenant décidé à faire revenir Cicéron à Rome. Il fait venir en masse à Rome ses clients de toute l'Italie. Le 4 août 57, il obtient un vote annulant l'exil de Cicéron. La leçon n'a pas échappé aux sénateurs conservateurs, las des désordres, qui se rapprochent de Pompée.

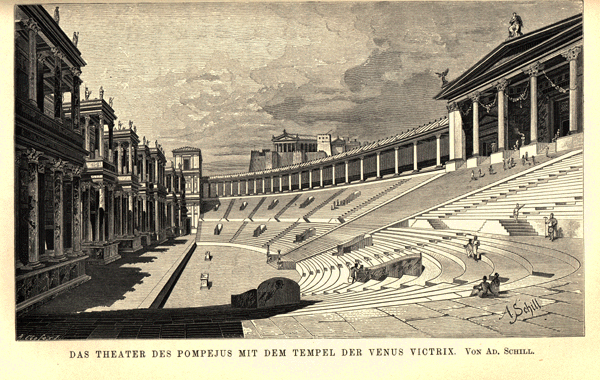
Reconstitution de l'intérieur du Théâtre de Pompée

Comme Rome est menacée de famine — une situation dans laquelle Clodius, qui avait fait passer une loi prévoyant la distribution gratuite de blé au peuple, portait une part de responsabilité —, des émeutes éclatent dans la ville. Cicéron propose que Pompée soit chargé de remédier à la situation. On lui confie la tâche de s'occuper de l'annone, c'est-à-dire le ravitaillement en blé de la ville, pendant cinq ans. Pompée rétablit rapidement le ravitaillement en blé depuis l'Afrique, ce qui lui vaut une augmentation rapide de sa cote de popularité au sein du peuple.
En 57, Pompée reçoit dans sa villa d'Albe la visite du pharaon d'Égypte Ptolémée XII. Celui-ci a été chassé du pouvoir par un soulèvement populaire et vient demander l'aide de Rome pour retrouver son trône. Pompée l'accueille chaleureusement. Au début de l'année 56 , toute l'attention du Sénat est absorbée par l'affaire d'Égypte. Un oracle sibyllin vient compliquer l'affaire : il ne faut pas refuser son amitié au roi d'Égypte, mais ne pas lui accorder d'armée, ce qui exclut d'accorder à celui qui sera chargé de restaurer Ptolémée XII sur son trône un commandement militaire. Différentes motions se succèdent au Sénat, le nom de Pompée étant avancé, mais l'affaire est finalement abandonnée. Le prestige de Pompée n'en sort pas grandi. Il se rapproche à nouveau de ses deux compères du triumvirat.
Alors que César se trouve à Lucques, Crassus et Pompée l'y rejoignent en avril. Cette fameuse « entrevue » ou « conférence » de Lucques a fait couler beaucoup d'encre. Chacun entend protéger ses intérêts. Les grandes lignes de l'accord sont connues : Crassus et Pompée souhaitent obtenir un deuxième consulat en 55, tandis que César souhaite voir renouveler son commandement en Gaule. En 55, les élections consulaires, qui ont été repoussées, se déroulent non sans difficultés dans un climat d'extrême violence. Une fois élus, Pompée et Crassus tiennent parole et font voter la loi Licinia Pompeia qui proroge les pouvoirs de César en Gaule pour une durée de cinq ans.
Pompée inaugure le premier théâtre romain en pierre de Rome ainsi qu'un portique et une exèdre qui abrite une statue le représentant en triomphateur du monde. Ptolémée XII est toujours à Rome et Pompée charge Gabinius, alors proconsul de Syrie, de marcher sur l'Égypte afin de mater la révolte du peuple, sans l'accord du Sénat. Gabinius en sort vainqueur et remet Ptolémée XII sur le trône, par l'entremise de Pompée, en échange de 10 000 talents.
L'année suivante, à l'issue de son mandat consulaire, Pompée devient proconsul d'Hispanie pour cinq ans et prend le commandement de quatre légions. Crassus quant à lui, obtient le proconsulat de Syrie. Bien qu'il soit proconsul, Pompée reste en Italie et charge ses légats d'administrer la province à sa place. Selon la loi, il ne peut pas entrer dans Rome en étant proconsul. Peu de temps après, sa femme, Julia, après une première fausse couche, est de nouveau enceinte. La fille unique de César meurt en couches et le bébé ne survit pas. Pompée et César partagent leur tristesse et condoléances, mais la mort de Julia rompt leurs liens familiaux. Lucain en résume par un vers les conséquences politiques catastrophiques : « Ta mort (Julia) a rompu leur foi (Pompée et César) et permis aux chefs de susciter la guerre ».
L'année suivante, Crassus, proconsul de Syrie, son fils Publius et la plus grande partie de son armée sont anéantis par les Parthes à Carrhes en 53 av. J.-C. Le triumvirat n'existe plus.

### Guerre civile de César (52-48)

#### Pompée comme recours face au désordre

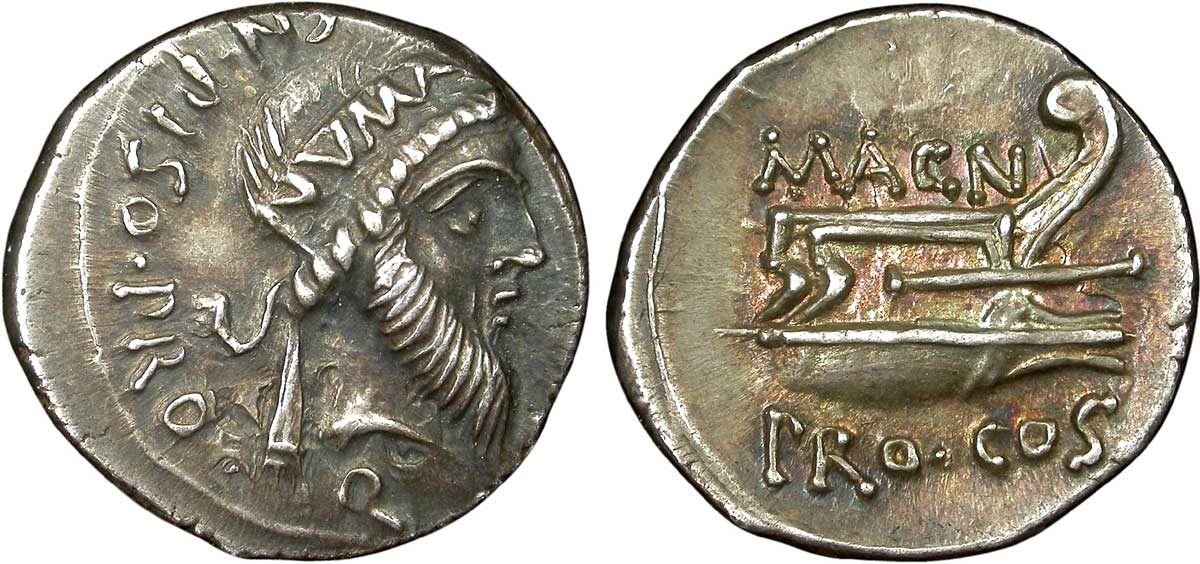
Denier à l'effigie de Pompée. Date : c. 49-48 av. J.-C. Description avers : tête de Numa Pompilius à droite, ceinte d’un bandeau inscrit. Description revers : proue de galère à droite.Traduction revers : Magnus pro consul, (« Le grand, Pompée proconsul »).

Jules César, et non Pompée, est maintenant le nouvel imperator de Rome du fait de ses victoires en Gaule, et le fragile équilibre du pouvoir entre eux est menacé. L'anxiété du public augmente, des rumeurs circulent que Pompée se verrait offrir la dictature pour rétablir la loi et l'ordre. César propose une deuxième alliance matrimoniale à Pompée : il lui offre sa petite-nièce Octavia (la sœur du futur empereur Auguste). Cette fois, cependant, Pompée refuse. En 52 av. J.-C., il épouse Cornelia Metella, la très jeune veuve de Publius, le fils de Crassus, et la fille de Scipion, l'un des plus grands ennemis de César. Pompée est entraîné de plus en plus vers le camp des optimates. On peut présumer que ces derniers pensaient qu'il était le moindre de deux maux.
Le 18 janvier 52, Clodius est assassiné par Milon. Lorsque, en représailles, ses partisans brûlent la Curie, où siège le Sénat, commence une période d'anarchie. Le Sénat, en proie à la panique, fait alors appel à Pompée. Une majorité de sénateurs est prête à lui octroyer la dictature, mais sous l'influence de Bibulus et de Caton, le Sénat adopte un compromis et fait voter une loi qui nomme Pompée consul unique (consul solus) en 52, tout en lui conservant son mandat de proconsul d'Espagne, ce qui lui donne des pouvoirs extraordinaires mais limités. Le peuple accepte cette nomination et Pompée entame un troisième consulat, à l'encontre du principe de collégialité et d'une loi de Sylla qui exigeait un délai de dix ans entre deux consulats. Un dictateur ne pouvait pas légalement être puni pour les mesures prises pendant son gouvernement. En revanche, comme consul unique, Pompée est responsable de ses actions,. Il réagit avec rapidité et efficacité, faisant entrer des légionnaires dans Rome pour rétablir l'ordre et voter deux lois : de vi, pour lutter contre la violence, et de ambitu, pour lutter contre la corruption électorale.
En avril, lorsque Milon est inculpé pour l'assassinat de Clodius, Pompée se rend au tribunal avec des soldats qui dispersent les partisans de Milon. Leur présence perturbe tellement Cicéron, l'avocat de Milon, qu'il bâcle sa plaidoirie. Milon est condamné et est contraint à l'exil. Lors de son consulat, Pompée offre des jeux à la plèbe pour faire oublier les tensions politique de Rome. Son théâtre est, selon lui, la raison de ses festivités.
Le 1er août 52, Pompée rétablit la collégialité républicaine en prenant pour collègue au consulat son beau-père Quintus Metellus Scipion. À l'issue de son mandat, il s'est assuré la gratitude du Sénat pour avoir rétabli l'ordre sans user de la force légionnaire. Les élections consulaires sont organisées pour l'année 51 et Pompée laisse la place à ses successeurs Sulpicius Rufus et Claudius Marcellus.

#### De la confrontation à la guerre
Le pouvoir proconsulaire accordé à César aurait dû se terminer le 31 décembre 50 av. J.-C., après la prolongation de cinq années qui lui avait été consentie à la rencontre de Lucques. Mais en mars 51 av. J.-C., César envoie une lettre au Sénat demandant une prolongation de son imperium : de cette manière celui-ci se serait terminé en 49, sans qu'il y eût d'interruption entre la fin du proconsulat et le début de son second consulat prévu le 1er janvier 48 Pompée ayant obtenu cette faveur du sénat, César souhaite avoir le même avantage. L'intransigeance de Caton fait échouer ce compromis. Le consul Marcus Claudius Marcellus rend la situation encore plus tendue en proposant de remplacer le proconsul des Gaules et de l'Illyrie avant l'expiration de son mandat, la victoire sur les Gaulois étant acquise. Officiellement, Pompée s'oppose à cette proposition : selon lui, la question ne doit pas être abordée avant le 1er mars 50, date de l'expiration du proconsulat de César.
En 50, la guerre des Gaules est terminée. Pour se rapprocher de la politique romaine, César se rend à Ravenne en Gaule cisalpine, avec une seule légion. Grâce au butin gaulois, il débauche secrètement le tribun de la plèbe Caius Scribonius Curio, en qui Pompée avait placé sa confiance, en payant toutes ses dettes. Sous le prétexte de la nécessité du renforcement de l'armée en Orient en vue d'une guerre avec les Parthes, le Sénat ordonne à César et à Pompée de lui envoyer une légion chacun. Pompée réclame habilement la légion qu'il avait prêtée à César pour la guerre des Gaules. Ce dernier accepte et remet au Sénat la lère et la XVe légion. La guerre contre les Parthes n'a pas lieu et les deux légions sont stationnées à Capoue.

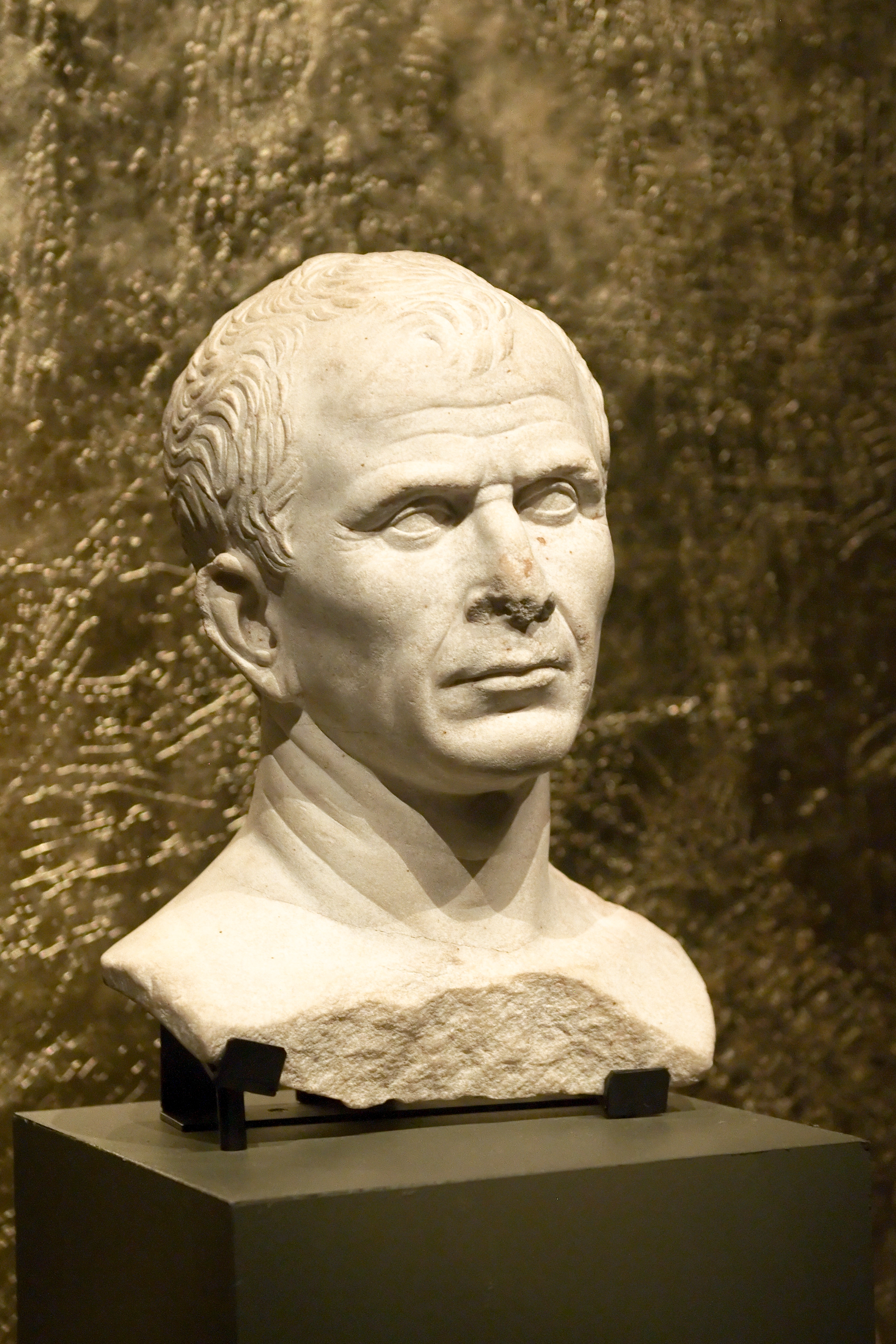
Portrait dit de Jules César, musée départemental d'Arles antique.

Dans le courant de l'année, Pompée tombe gravement malade. Son rétablissement est accueilli partout en Italie par des manifestations de joie, qui flattent sa vanité et lui inspirent un sentiment de sécurité bien peu fondé. À cette occasion il fait la déclaration fameuse, se vantant qu'en quelque endroit de l'Italie qu'il frappe du pied, il en sortirait des légions. Le 1er décembre, passé ouvertement dans le camp de César, Curion propose que César et Pompée abandonnent tous deux leur commandement. Sa motion est adoptée par 370 voix contre 22. Tout semble donc indiquer qu'une majorité de sénateurs souhaite encore éviter le pire. Furieux, Metellus Scipion pousse alors Pompée au conflit en lui enjoignant de prendre la tête des deux légions stationnées à Capoue et de lever d'autres troupes.
Le 1er janvier 49, Curion remet au Sénat une lettre de César : celui-ci est prêt à se démettre de son commandement si Pompée en fait autant. La lettre irrite les optimates qui pourtant ne peuvent contester la logique légale de la demande. Metellus Scipion propose néanmoins qu'ordre soit donné à César de congédier son armée dans un délai prescrit pour éviter d'être déclaré ennemi du peuple (hostis) à l'issue de son mandat de proconsul. Lors de la séance au Sénat, Marc Antoine et l'autre tribun, Cassius, opposent leur veto à cette motion mais ils sont rapidement expulsés de l'assemblée. Toutefois, Cicéron essaye d'éviter la guerre en proposant à Pompée d'autoriser César à gouverner les deux provinces dont il a la charge jusqu'aux élections consulaires. Les versions de cet épisode divergent. Selon Appien, Pompée en aurait été satisfait, mais les consuls s'y seraient opposés, tandis que selon Plutarque, Pompée aurait refusé. Cicéron aurait alors fait une ultime proposition, César ne conservant que l'Illyrie et une seule légion. Toujours selon Plutarque, Pompée est sur le point d'accepter mais les sénateurs, notamment Scipion, Lentulus et Caton, s'opposent à cette solution. La guerre civile devient inévitable.

#### Guerre contre César
La situation se précipite et à la fin, le Sénat, sur proposition de Pompée, déclare que l'État est en danger et confie la République aux consuls et aux proconsuls, la mettant pratiquement entre les mains de Pompée. Celui-ci fait déclarer César hors-la-loi le 7 janvier 49 av. J.-C. par l'intermédiaire d'un senatus consultum ultimum. Marc Antoine, Cassius et Curion, dont la sécurité ne peut plus être garantie à Rome, s'enfuient à Ravenne pour rejoindre César, qui réunit son armée et demande à ses légions leur appui pour combattre le Sénat.
César marche alors sur Rome, franchissant le Rubicon avec la XIIIe légion (11 janvier). En toute hâte, Pompée réunit deux légions mais il sait qu'elles ne feront pas le poids face aux vétérans aguerris de César. Dans une Rome gagnée par la panique, la plèbe, traumatisée par la guerre civile entre Marius et Sylla, ne veut plus de bain de sang. Les sénateurs sont effrayés et s'en remettent à Pompée. Ce dernier envoie des messagers aux quatre coins de la République pour mobiliser des légions : en Orient, en Hispanie et en Afrique.
Mais, pressé par le temps, car César est déjà à Ariminium ; Pompée quitte Rome le 17 janvier et rejoint les légions de Campanie avec sa famille et bon nombre de sénateurs, comme Cicéron, Caton, les deux consuls ainsi que Brutus. Tandis qu'il fait route vers Capoue par la Via Appia, le bruit court que toutes les villes du nord de l'Italie se rallient à César. Une fois à Capoue, Pompée est rejoint par Titus Labienus, lieutenant de César en Gaule, qui lui explique que l'action de son chef est une folie. Pompée envoie un message à César dans le but de mettre fin à cette guerre. Cependant, devant l'avance rapide de César, il ne peut rester à Capoue et se rend donc à Brindisium, où ses partisans, sénateurs et consuls le rejoignent. Il renonce à lever d'autres légions en Italie et préfère aller les chercher en Orient.
Partant de Brindes le 17 mars, Pompée embarque pour la Grèce et traverse l'Adriatique avant l'arrivée de César aux portes de la ville avec 30 000 hommes. Pompée échappe de peu à César grâce aux pièges qu'il a installés dans la ville. Arrivé dans la région, Pompée installe son camp à Beroia en Macédoine et envoie sa femme Cornelia et son fils Pompée le Jeune à Mytilène.
De son côté, César, maître de l'Italie, n'a pas de flotte. Pour assurer ses arrières, il entreprend d'abord de réduire les forces de Pompée stationnées en Hispanie : sept légions sous le commandement d'Afranius et de Varron. César assiège également Massilia qui a refusé de lui ouvrir ses portes. Pompée envoie donc son légat Domitius Ahenobarbus pour défendre la cité, mais celle-ci capitule après la reddition des légions d'Hispanie. César, qui use de la clémence comme d'une arme psychologique, renvoie à Pompée ses légats, Afranius, Varron et Domitius. Les Pompéiens remportent quelques succès en Illyrie et en Afrique, où les troupes césariennes commandées par Curion sont anéanties. Ces victoires pèsent néanmoins peu au regard de la perte de l'Espagne.
Malgré ce sérieux revers, Pompée dispose des immenses ressources de l'Orient et profite d'une année entière de répit pour rassembler sous son commandement une grande armée. Aux cinq légions qu'il a amenées d'Italie viennent s'en ajouter quatre autres provenant de l'Orient. Sa flotte, forte de plus de 600 navires, constitue un de ses principaux atouts. Elle lui assure le contrôle de la mer Adriatique.
César, qui a regagné l'Italie, s'embarque à Brindes et échappe à la flotte pompéienne. Il débarque en Épire avec ses légions le 4 janvier 48 ; puis il demande à Marc Antoine, qui est en Italie, de le rejoindre en Grèce avec ses trois légions. Il réussit à débarquer à Lissus. Pompée se retrouve encerclé par les armées ennemies, César au sud, Marc Antoine au nord. Lorsque les deux armées s'apprêtent à marcher contre lui, Pompée se retranche derrière des fortifications près de Dyrrachium. César vient les assiéger. Le face-à-face se poursuit dans des conditions très dures pour les adversaires, qui souffrent tous deux de problèmes de ravitaillement. César est incapable de prendre le camp de Pompée d'assaut, tandis que le tempérament précautionneux de Pompée le pousse à éviter une bataille rangée et à attendre que le dénuement vienne à bout des forces de César. Guetté pourtant lui-même par la famine, il finit par rompre l'encerclement de Dyrrachium et par mettre César en mauvaise posture. Selon Plutarque, il s'en faut de peu que César ne périsse au cours de la bataille. Toujours selon lui, Pompée ne poursuit pas son avantage, ce qui aurait fait dire à César que ses ennemis l'auraient emporté ce jour-là si leur chef avait su vaincre. César se replie à Apollonia d'Illyrie pour reconstituer son armée et assurer son ravitaillement. Plutôt que de viser la reconquête de l'Italie, qui en ce moment, était privée de défenses réelles, Pompée gagne la Thessalie par la via Egnatia pour joindre ses troupes à celles de son beau-père Scipion qui lui amène deux légions levées en Syrie. César, de son côté, prend une route plus courte, par le Pinde et rejoint les troupes de Domitius Calvinus, qu'il a envoyées à la rencontre de Scipion.

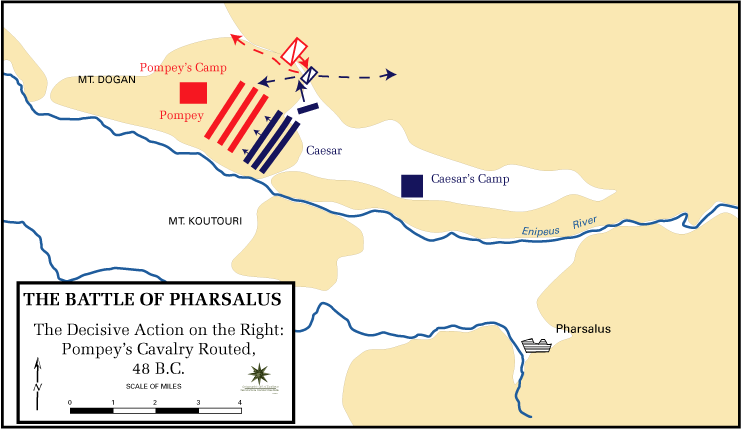
La bataille de Pharsale

Sur le trajet, César emporte Gomphi d'assaut et reçoit la reddition de Metropolis avec victuailles et finances. Le 29 juillet 48, César arrive dans la plaine de Pharsale, une ville de Thessalie. Deux jours après, il est rejoint par Pompée qui a reçu de Scipion des troupes fraîches. Pompée tente de fatiguer les troupes réduites de César et également d’épargner les forces sénatoriales par une action d'usure, une série de feintes et de déplacements brefs. Les nobles présents dans l’entourage de Pompée, certains de la victoire au point de se quereller pour de futurs et excellents postes dans la politique, lui forcent la main et le persuadent d’affronter César à terrain découvert.
Le 9 août dans la matinée, les deux armées romaines se rencontrent à la bataille de Pharsale. Au cours de la bataille, Pompée essaye de prendre à revers les troupes de César. Finalement, grâce à la formation d'une quatrième ligne, César contre la cavalerie adverse et prend à revers les forces de Pompée, qui tour à tour, prennent la fuite. Cette bataille se révèle décisive : les forces pompéiennes sont sévèrement battues, les pertes de César s'élèvent à peine à 1 200 hommes, contre 6 000 morts et 24 000 prisonniers du côté de Pompée. Les prisonniers sont graciés par le vainqueur.
Beaucoup de Pompéiens rejoignent l'Espagne et l'Afrique, comme Caton et Scipion, qui ne suivent plus Pompée. Quant à ce dernier, il s'enfuit à Larissa et vogue vers Mytilène pour rejoindre sa femme et son fils. Il compte se rendre à Rhodes pour ensuite aller à Antioche, afin de lever une autre armée. Cependant, toutes les portes de l'Orient lui sont fermées. Il confère avec ses proches de différentes options : soit gagner le royaume des Parthes, soit se réfugier chez le roi de Numidie Juba, soit encore se rendre auprès du pharaon Ptolémée XIII d'Égypte, qui lui doit beaucoup, car c'est grâce à lui que son père avait retrouvé le pouvoir en 55. Il se laisse finalement convaincre d'adopter la troisième solution,.

#### Assassinat
La venue de Pompée plonge les conseillers du jeune pharaon, Pothin, Achillas et Théodote, dans l'embarras. Deux options, le chasser ou l'accueillir, leur paraissent également dangereuses. C'est Théodote qui propose alors de le tuer, disant qu'ainsi ils feraient plaisir à César et n'auraient plus rien à craindre de Pompée. À son arrivée en Égypte le 28 septembre 48 av. J.-C., il approche la plage de Péluse sur une trière. Il peut apercevoir les navires de guerre égyptiens mais, à sa grande surprise, il n'y a pas de comité d'accueil, mais une simple barque. Bien qu'il soupçonne un traquenard, Pompée y monte et se trouve face à Achillas et un certain Lucius Septimius.

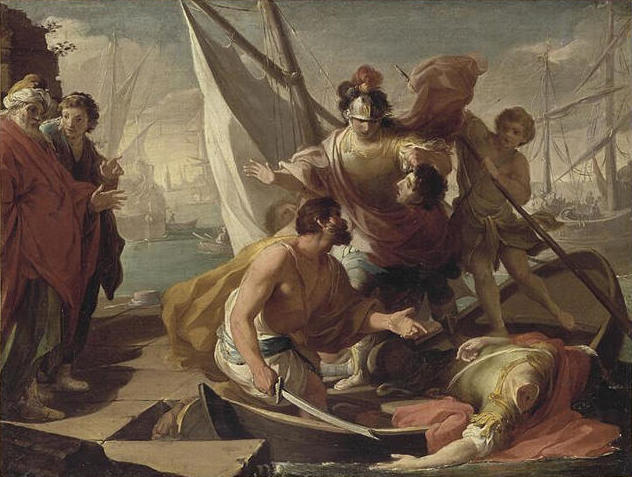
La mort de Pompée (peintre anonyme)

Pompée reconnaît Septimius, un de ses centurions lors de la guerre contre les pirates. Lorsque la barque égyptienne atteint le rivage, Pompée sort un petit discours en grec qu'il a préparé et commence à le lire. À ce moment, Septimius sort son glaive et transperce Pompée par derrière. Achillas quant à lui, sort son poignard et le frappe plusieurs fois, tandis que les centurions de Pompée sont neutralisés. Pompée s'effondre et couvre son visage de sa toge en poussant un gémissement. Achillas le décapite ensuite et jette le corps sans tête sur le rivage. Les soldats égyptiens s'empressent par la suite de saisir le cadavre et arrachent ses vêtements. L'un des plus grands généraux de Rome restera sur ce bout de plage sans sépulture pendant quelques jours. La famille et les derniers fidèles de Pompée, restés au large, s'enfuient. Achillas quant à lui, conserve la tête de Pompée pour la montrer à César. Un esclave de Pompée, Philippus, lave le corps nu de son maître et érige un bûcher funèbre pour lui rendre hommage.
César, à la poursuite de Pompée depuis Pharsale, arrive à son tour en Égypte. Ptolémée XIII pensait faire plaisir à César en assassinant Pompée et en lui offrant en cadeau la tête de son vieil ennemi. Mais César, soit par pitié, soit par calcul politique, soit les deux, est pris d’un immense chagrin et offre des funérailles à son défunt ennemi. Il exécute tous les instigateurs de l'assassinat de Pompée : Achillas, l'eunuque Pothin ainsi que le tribun Septimius.
À moyen terme, la mort de Pompée a des conséquences importantes en Égypte puisque, par la suite, César dépose Ptolémée XIII et met Cléopâtre, sa sœur et épouse, sur le trône d'Égypte. César élève un tombeau sur la plage de Péluse en l'honneur de Pompée le Grand et remet à sa femme Cornelia ses cendres, qui seront inhumées dans sa villa d'Albe, en Italie.

### Mariages et descendance
- Première épouse : Antistia, fille du préteur L. Antistius ;
- Deuxième épouse : Aemilia Scaura, la belle-fille de Sylla ;
- Troisième épouse : Mucia Tertia, il divorça d'elle pour adultère, selon les lettres de Cicéron ;
  - Pompée le Jeune, exécuté en 45 av. J.-C., après la bataille de Munda ;
  - Pompeia Magna, mariée à Faustus Cornelius Sulla, puis à Lucius Cornelius Cinna, ancêtre de Cnaeus Cornelius Cinna Magnus (le premier mari de Claudia Antonia). Ce dernier complote contre Auguste, mais celui-ci use de clémence envers lui ;
  - Sextus Pompée, qui se rebelle en Sicile contre Auguste ;
- Quatrième épouse : Julia, fille de César ;
  - Son enfant, un garçon selon certains auteurs[a 17],[a 14],[a 18], une fille selon d'autres[p 9],[a 19], ne lui survit que quelques jours[a 20].
- Cinquième épouse : Cornelia Metella, fille de Metellus Scipion.

## Postérité
Pour les historiens de son époque et ceux des périodes romaines postérieures, Pompée correspond à l'image de l'homme qui réalisa des triomphes extraordinaires par ses propres efforts, mais perdit le pouvoir et est, à la fin, assassiné par trahison.
Il est un héros de la République, qui autrefois semble tenir le monde romain dans sa paume, seulement pour être déchu par son propre manque de jugement et par César. Pompée a été idéalisé comme un héros tragique presque immédiatement après la bataille de Pharsale et son assassinat. Plutarque, dans sa Vie des Hommes Illustres, le dépeint comme un Alexandre le Grand romain, pur de cœur et d'esprit, détruit par les ambitions cyniques de ceux qui l'entourent. Ce portrait a perduré pendant la Renaissance et le baroque, par exemple dans la pièce de Corneille, La Mort de Pompée (1642).

### Dans la culture populaire

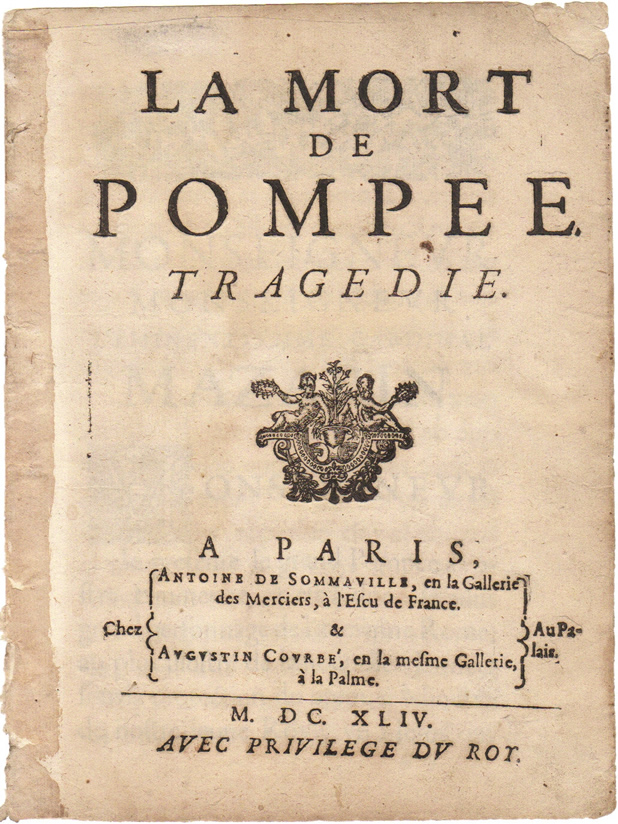
page de titre de La mort de Pompée, pièce tragique de Corneille (1642)

Pompée est apparu dans plusieurs romans modernes, pièces de théâtre, films et d'autres adaptations audiovisuelles (souvent comme un des personnages principaux dans les œuvres de fiction inspirées par les vies de Jules César et Cicéron et comme personnage secondaire dans celles inspirées par la vie de Spartacus) :
- une représentation théâtrale fut exécutée par John Masefield dans La Tragédie de Pompée le Grand (1910) ;
- au début du film Cléopâtre de Joseph L. Mankiewicz, Pompée n'est pas victime d'Achillas, comme dans la réalité, mais de l'eunuque Pothinos, joué par Grégoire Aslan, et que César fait exécuter ;
- Chris Noth incarne Pompée dans le téléfilm Jules César ;
- interprété par Kenneth Cranham, il est l'un des principaux protagonistes de la première saison de la série télévisée de HBO Rome (2005) ;
- en 2006, il est interprété par John Shrapnel dans le docufiction diffusé sur la BBC Ancient Rome: The Rise and Fall of an Empire ;
- il est un des personnages principaux des romans Imperium et Conspirata de Robert Harris et de la série littéraire Les Maîtres de Rome de Colleen McCullough ;
- dans les Maîtres de Rome, les exploits de jeunesse de Pompée sont racontés dans Le Favori des dieux et La Colère de Spartacus, la formation du premier triumvirat et son mariage avec Julia est une grande partie de l'intrigue de Jules César, la violence et la passion et Jules César, le glaive et la soie et sa perte de Julia, la dissolution du premier triumvirat, les suites de sa carrière politique, la guerre civile entre César et lui, sa défaite finale, la trahison dont il est victime et son assassinat en Égypte sont tous racontés dans La Conquête gauloise et César imperator ;
- dans la bande dessinée Alix, rival de César, il cherchera souvent à éliminer Alix, sans y parvenir ;
- dans la bande dessinée Astérix, Pompée était consul au Sénat avant de s'en faire chasser par César. Il essaie de lever une armée contre lui dans Astérix et Latraviata avant de se faire voler son glaive et son casque qui atterriront dans les mains d'Astérix et d'Obélix ;
- Dans la scène d'ouverture du film Le Roi des Rois, son rôle est joué est par l'acteur Conrado San Martin ;
- Dans la série télévisée Xena, la guerrière, il est interprété par l'acteur Jeremy Callaghan (en) ;
- Dans le téléfilm Spartacus, il est interprété par l'acteur George Cali ;
- Dans la série télévisée Spartacus : La Guerre des damnés, il est interprété par l'acteur Joel Tobeck ;
- Il apparaît également dans le jeu vidéo Assassin's Creed Origins.